# Hey What
Hey What è il tredicesimo album in studio del gruppo musicale statunitense Low, pubblicato nel 2021.

## Tracce
1. White Horses – 5:03
2. I Can Wait – 4:02
3. All Night – 5:14
4. Disappearing – 3:32
5. Hey – 7:41
6. Days Like These – 5:20
7. There's a Comma After Still – 1:51
8. Don't Walk Away – 4:07
9. More – 2:10
10. The Price You Pay (It Must Be Wearing Off) – 7:08

## Formazione
- Mimi Parker – voce, percussioni
- Alan Sparhawk – chitarra, voce